# Topher Grace
Christopher John "Topher" Grace, född 12 juli 1978 i New York i delstaten New York, är en amerikansk skådespelare mest känd för sin roll som Eric Forman i komediserien That '70s Show (1998–2006).
När han gick i skolan avskydde han att bli kallad Chris och ändrade därför sitt namn till Topher.
Han blev upptäckt när han spelade i en skolpjäs tillsammans med dottern till skaparna av That '70s Show. Förutom skolpjäser hade han inga tidigare erfarenheter av skådespeleri.

## Filmografi (i urval)
- 1998–2006 – That '70s Show (TV-serie) (179 avsnitt)
- 2000 – Traffic
- 2001 – Ocean's Eleven (ej krediterad)
- 2002 – Pinocchio
- 2003 – Mona Lisas leende
- 2004 – Win a Date with Tad Hamilton!
- 2004 – P.S.
- 2004 – In Good Company
- 2004 – Ocean's Twelve (ej krediterad)
- 2007 – Spider-Man 3
- 2009 – Personal Effects (röst, ej krediterad)
- 2010 – Valentine's Day
- 2010 – Predators
- 2011 – Take Me Home Tonight
- 2011 – Too Big to Fail
- 2011 – The Double
- 2012 – Kärlek i Detroit
- 2013 – The Big Wedding
- 2014 – The Calling
- 2014 – Playing It Cool
- 2014 – Interstellar
- 2015 – American Ultra
- 2015 – Truth
- 2018 – BlacKkKlansman
- 2018 – Under the Silver Lake